# Symerton
Symerton és una població dels Estats Units a l'estat d'Illinois. Segons el cens del 2000 tenia 106 habitants.

## Demografia
Segons el cens del 2000, Symerton tenia 106 habitants, 34 habitatges, i 24 famílies. La densitat de població era de 818,5 habitants/km².
Dels 34 habitatges en un 38,2% hi vivien nens de menys de 18 anys, en un 64,7% hi vivien parelles casades, en un 2,9% dones solteres, i en un 26,5% no eren unitats familiars. En el 23,5% dels habitatges hi vivien persones soles el 5,9% de les quals corresponia a persones de 65 anys o més que vivien soles. El nombre mitjà de persones vivint en cada habitatge era de 3,12 i el nombre mitjà de persones que vivien en cada família era de 3,76.
Per edats la població es repartia de la següent manera: un 30,2% tenia menys de 18 anys, un 11,3% entre 18 i 24, un 28,3% entre 25 i 44, un 24,5% de 45 a 60 i un 5,7% 65 anys o més.
L'edat mediana era de 30 anys. Per cada 100 dones de 18 o més anys hi havia 94,7 homes.
La renda mediana per habitatge era de 60.357 $ i la renda mediana per família de 61.607 $. Els homes tenien una renda mediana de 46.250 $ mentre que les dones 25.000 $. La renda per capita de la població era de 17.863 $. Cap de les famílies estaven per davall del llindar de pobresa.

## Poblacions properes
El següent diagrama mostra les poblacions més properes.